# José Fernando Abascal y Sousa

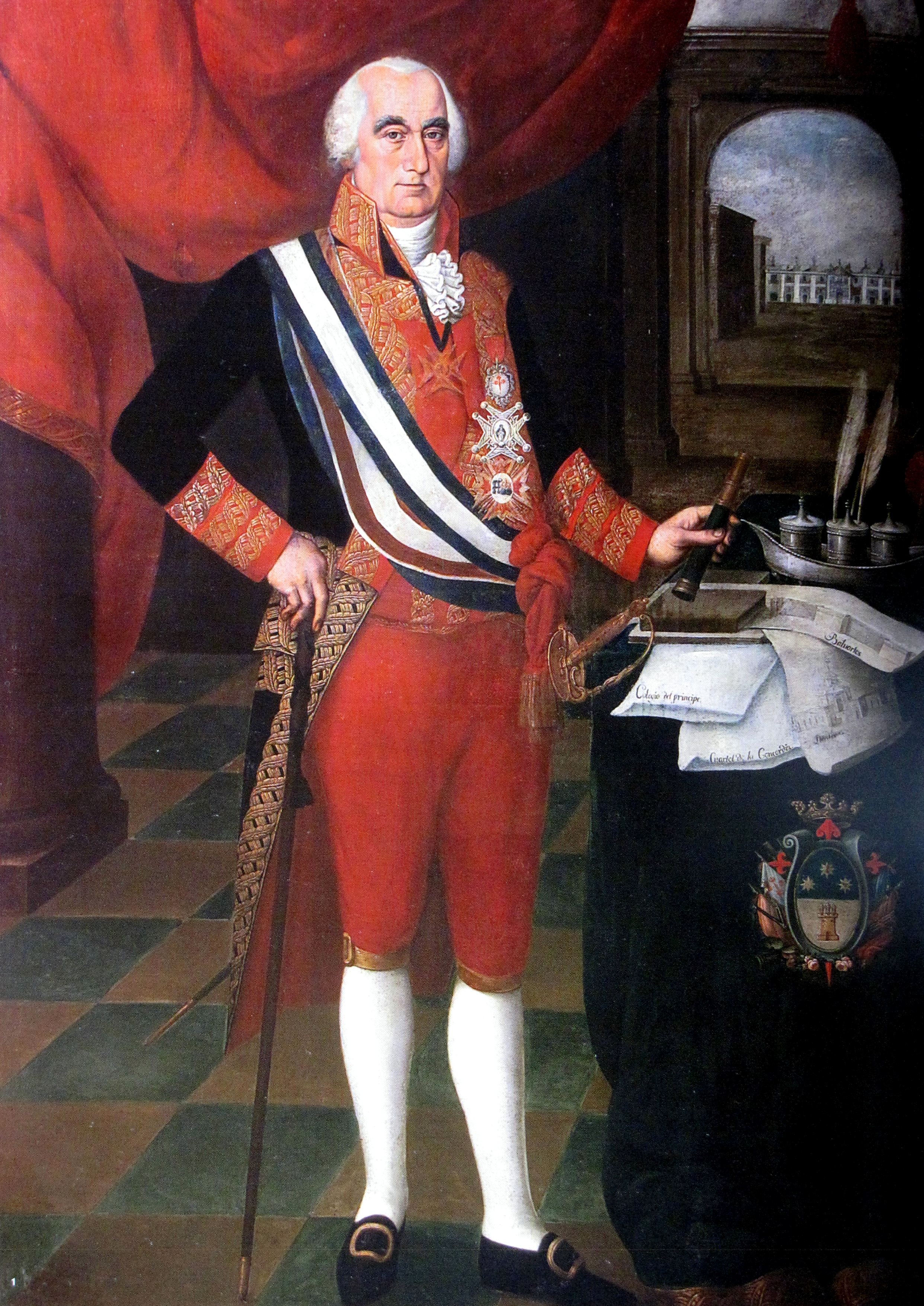
José Fernando Abascal y Sousa

Don José Fernando de Abascal y Sousa, seit 1812 Marqués de la Concordia Española del Perú (* 30. Mai 1743 in Oviedo, Spanien; † 30. Juni 1821 in Madrid) war ein spanischer Politiker und Militärführer. Von 1804 bis 1816 amtierte er als spanischer Vizekönig von Peru. Die letzten Jahre seiner Regierung fielen in die Anfangsphase der 1809 ausgebrochenen Südamerikanischen Unabhängigkeitskriege.

## Leben
Abascal y Sousa studierte an der Universität seiner Geburtsstadt Oviedo. 1762 trat er im Alter von 19 Jahren in spanischen Heeresdienst ein und nahm in diesem Jahr an den Feldzügen gegen die Engländer und Portugiesen teil. Er wohnte sodann 1775 der Expedition gegen Algier und 1777 der Eroberung von Colonia del Sacramento (im heutigen Uruguay) von den Portugiesen bei. 1793 erhielt er den Rang eines Obersts und nahm in dieser Stellung von 1793 bis 1796 am Krieg Spaniens gegen die französische Republik teil. 1796 wurde er während der Regierung König Karls IV. Gouverneur von Kuba, ließ Havanna befestigen und verteidigte diese Stadt gegen einen Angriff der britischen Flotte. 1799 wurde er Intendant in Nueva Galicia (deutsch: Neu-Galicien, im heutigen Mexiko) und Präsident der Audiencia von Guadalajara. In dieser Eigenschaft unterdrückte er einen Aufstand der Indianer.
Schließlich wurde Abascal 1804, als er sich gerade in Spanien befand, zum Vizekönig von Peru ernannt. Auf der Seereise dahin fiel er in die Hände der Engländer, entkam aber wieder, traf dann in Rio de Janeiro ein und begab sich von hier auf einer langen und beschwerlichen Landreise nach Lima, wo er erst 1806 anlangte. Er assistierte Santiago de Liniers in dessen Krieg gegen die Engländer in Buenos Aires und unterstützte die Cortes nach der Besetzung Spaniens durch Truppen Napoleons I. (1808) im Kampf gegen die Franzosen mit Geld und Kriegsmitteln.
Indem Abascal die bisherigen sozialen Schranken vielfach beseitigte und mit amerikanischen Familien freundschaftlichen Umgang pflegte, gewann er die Zuneigung und das Vertrauen der Peruaner. Außerdem schuf er im Land eine geregelte Verwaltung, gründete neue Ortschaften, förderte Industrie und Handel und sorgte viel für Bildungsanstalten. So gründete er 1810 die Medizinschule San Fernando. Aus sanitären Gründen ließ er einen Friedhof außerhalb der Mauern Limas anlegen und verbot Bestattungen im Stadtgebiet. Auch importierte er Dampfmaschinen aus England, die für die Entfernung von Grubenwasser aus den Minen sorgen sollten.
Es gelang Abascal, gestützt auf eine ausreichende Armee, in Peru während der zehn Jahre seiner Verwaltung die Ruhe zu erhalten und die spanische Herrschaft während der Abfallversuche der südamerikanischen Kolonien (ab 1809) zu behaupten. Er machte Peru zum Mittelpunkt des spanientreuen Widerstands und regierte und verteidigte dabei die Kolonie inmitten der politischen und kriegerischen Gefahren völlig selbständig.
Im Juli 1809 setzten die Einwohner von La Paz die spanischen Autoritäten ab und installierten eine eigene Junta als Regierung. Dieser Aufstand wurde durch von Abascal y Sousa entsandte Truppen, die unter dem Befehl des Peruaners José Manuel  de Goyeneche standen, sowie durch von Baltasar de Cisneros, dem Vizekönig von Río de la Plata, geschickte Militärkontingente unterdrückt.
Am 25. Mai 1810 zwangen Aufständische in Buenos Aires Cisneros im Zug der Mai-Revolution zum Rücktritt, und eine andere Junta übernahm dort die Macht. In der Folge besetzte Abascal die Provinzen Córdoba, Potosí, La Paz und Charcas und gliederte sie wieder in das Vizekönigreich Peru ein, von dem sie 1776 abgetrennt worden waren. Eine von Goyeneche geführte Armee schlug am 20. Juni 1811 Truppen der aufständischen argentinischen Junta in der Schlacht von Huaqui. Es kam auch noch zu weiteren Kämpfen zwischen den beiden Parteien.
Anfang 1813 beorderte Abascal Truppen unter dem Kommando von Antonio Pareja nach Chile, wo eine Unabhängigkeitsbewegung um sich gegriffen hatte und nur eine formelle spanische Oberherrschaft anerkannte. Die Militärintervention führte am 3. Mai 1814 zum Abschluss des Vertrags von Lircay zwischen den Führern der chilenischen Unabhängigkeitsbewegung und dem spanischen Heerführer Gabino Gaínza. Laut diesem Vertrag sollte Chile ein integraler Bestandteil der spanischen Monarchie bleiben; allerdings wurde er bald gebrochen. Nach der Ankunft eines Regiments aus Talavera von Spanien, dessen Truppen nach dem Fall Napoleons wieder verstärkt für den Erhalt der südamerikanischen Kolonien eingesetzt werden konnten, war Abascal nämlich zum weiteren Kampf entschlossen. Er sandte eine Armee unter der Führung von Mariano Osorio, der die Aufständischen in der Schlacht von Rancagua schlug und am 8. Oktober 1814 triumphal in Santiago de Chile einzog. Doch trotz aller Erfolge war Abascal erschöpft. 1815 bat er den König darum, ihn von seinem Amt zu entpflichten.
Im Juli 1816 wurde Abascal von König Ferdinand VII. abberufen und legte unter Dankesbezeugungen der Peruaner seinen Verwaltungsposten nieder. Sein Nachfolger wurde der General Joaquín de la Pezuela. Abascal wurde nach seiner Rückkehr nach Spanien Generalkapitän und Mitglied des obersten Kriegsrats. 1821 starb er im Alter von 78 Jahren in Madrid. Er war Ritter des Santiagoordens.